# Volkswagen Corrado
El Volkswagen Corrado, con designación interna Tipo 53i, es un automóvil deportivo compacto con carrocería Hatchback de tres puertas en configuración 2+2 plazas, desarrollado por la compañía alemana Volkswagen y construido por Karmann en Osnabrück, Alemania, entre 1989 y 1995.

## Historia

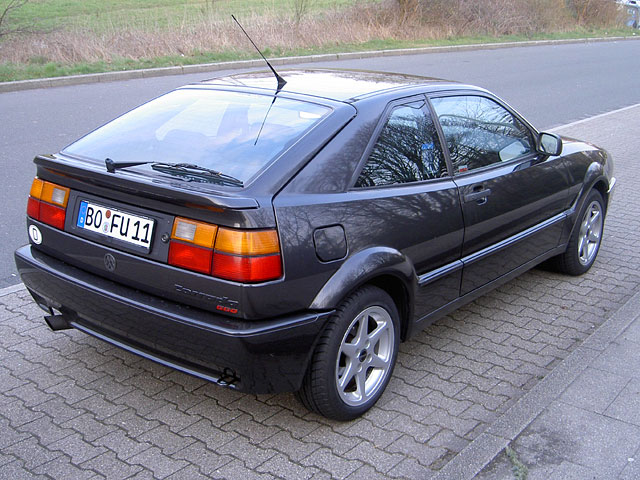
Vista trasera del Corrado G60

En 1981, Volkswagen empieza a desarrollar un nuevo proyecto denominado "Taifun", también conocido como Typhoon, para un nuevo vehículo tipo coupé que pretendía ser una nueva generación del exitoso Scirocco, que tenía que quedar listo para finales de los años 1980, tras el gran estudio y desarrollo con múltiples diseños con maquetas casi definitivas, surgen tres prototipos con código WOBJH81, del cual surgiría el nuevo modelo.
En un principio, se estuvieron desarrollando bajo la misma plataforma del Scirocco II, pero finalmente se decidió realizarle unas modificaciones, debido a que en 1984 se decidió que el Scirocco Mk2 continuaría en el mercado conviviendo con el nuevo modelo, cuya fecha de lanzamiento debía estar listo antes de 1989. Esto dio origen a introducir al Corrado no como una siguiente generación del Scirocco, sino complementando a este como uno más lujoso en lugar de ser el sucesor directo, ya que ambos estarían en producción durante cuatro años en algunos mercados, principalmente en países europeos. Después del lanzamiento del Corrado desde el enfoque de mercadotecnia para aquellos países donde no continuó el Scirocco II, sí fue realmente considerado como su sucesor.
En esta estrategia por contar con un segundo modelo coupé dentro de la gama, también influyo el cambiar la plataforma que usaría el nuevo modelo, por una más moderna así que se usaría la plataforma A2 que compartía con el entonces vigente Volkswagen Golf Mk2 y Jetta II y, posteriormente, con el SEAT Toledo Mk1, combinando algunas partes y elementos de la plataforma A3 Volkswagen Jetta III, principalmente en la zona delantera junto con un nuevo capó de estilo levantado para alojar el nuevo motor VR6 y su diseño del eje trasero se beneficia de un mayor progreso técnico realizado entre el lanzamiento del Golf II en 1983 y el nuevo Passat B3 en 1987, estas mejoras en la carrocería se realizaron a través de la gama de todos los modelos en toda la línea, además de que compartía muchas otras partes mecánicas con otros modelos de Volkswagen, incluso con el Passat B4.
Por lo tanto, este nuevo modelo usaría un nuevo nombre: se pretendió usar el del proyecto, pero no pudo ser usado por estar registrado por la marca GM con su modelo Typhoon y la marca Custoca con el modelo tifón, así que en vez de usar la denominación de nombres relacionado con el viento, se utilizó un término relacionado con 'To Run', 'Sprint' o Correr en español, lo que derivó al nombre Corrado.

## Variantes

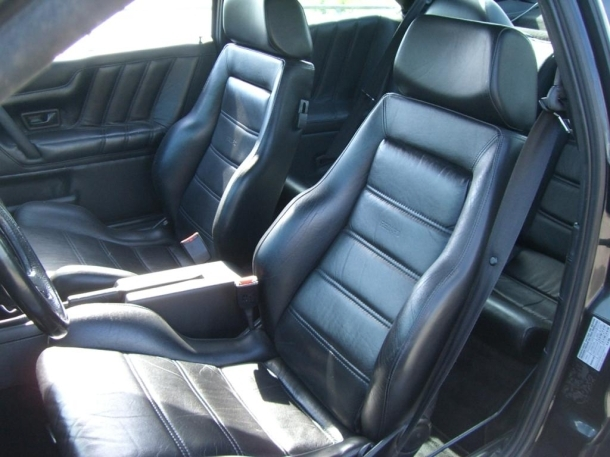
Asientos tipo baquet Recaro e interior en cuero completo

Se presentaría en 1988 y se empezó a comercializar en 1989 en Europa y en 1990 en América, concretamente en los Estados Unidos.
Su diseño tuvo unas líneas muy robustas con un largo capó y grandes pasos de ruedas, con una trasera en forma diagonal que acababa con un alerón trasero que se desplegaba automáticamente al alcanzar los 120 km/h (75 mph) y que se volvía a ocultar automáticamente al disminuir la marcha, un sistema similar al utilizado en el Porsche 911.
En 1992, el modelo recibe un ligero rediseño, que consiste en la sustitución de la parrilla delantera de siete láminas por una de cuatro, la depresión central del capó delantero fue invertida hacia fuera, con un nuevo diseño de los parachoques e introducción de nuevas motorizaciones, debido a la entrada de la nueva generación del Golf Mk3 y un nuevo modelo llamado SEAT Toledo.
A finales de 1993, se realiza un pequeño cambio interior con nuevos elementos y mandos más modernos, mientras que en el exterior aparecen los faros traseros oscurecidos.
En 1995, se anunció el cese de producción del modelo quedando sin sustituto, hasta la aparición en 2008 de un nuevo modelo que usaría el nombre de Scirocco. Un total de 97 521 unidades fueron fabricadas en ocho años.

### Versiones especiales

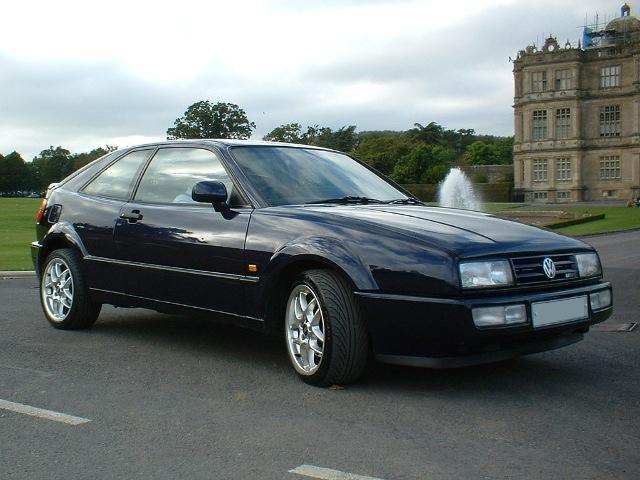
VR6 Storm de 1995

- SLC: Por sus siglas ("Sports Luxury Coupe"), era la variante VR6 que se vendía en Estados Unidos entre 1992 y 1994. Tenía la versión de 2792 cm³ (2,8 litros) con 178 CV (176 HP; 131 kW), que le permitía acelerar de 0 a 60 mph (97 km/h) en 6.4 segundos, acoplado a una transmisión manual de cinco velocidades.[9]
- Jet: Edición especial de 1991, un año en producción para el mercado europeo con motor G60, solamente disponible en cuatro colores: negro, azul, rojo y púrpura. Incluía detalles de color en el interior.
- Exclusiv: Edición especial de 1992 para Alemania con dos motorizaciones con el color de carrocería ligado a la motorización: el 2.0 16V en color granate y el VR6 en color púrpura, incluyendo techo solar.
- Estoril: Para Italia y Suiza. Su principal característica eran los rines de marca Estoril.
- Campaign: Edición muy limitada a solamente seis unidades para Inglaterra, con motor VR6 y un interior de lujo completamente en color rojizo.
- Storm: Para el Reino Unido en 1995, para conmemorar el final de su producción, con 500 unidades fabricadas y motorización VR6, interiores en cuero y rines BBS.

## Prototipos

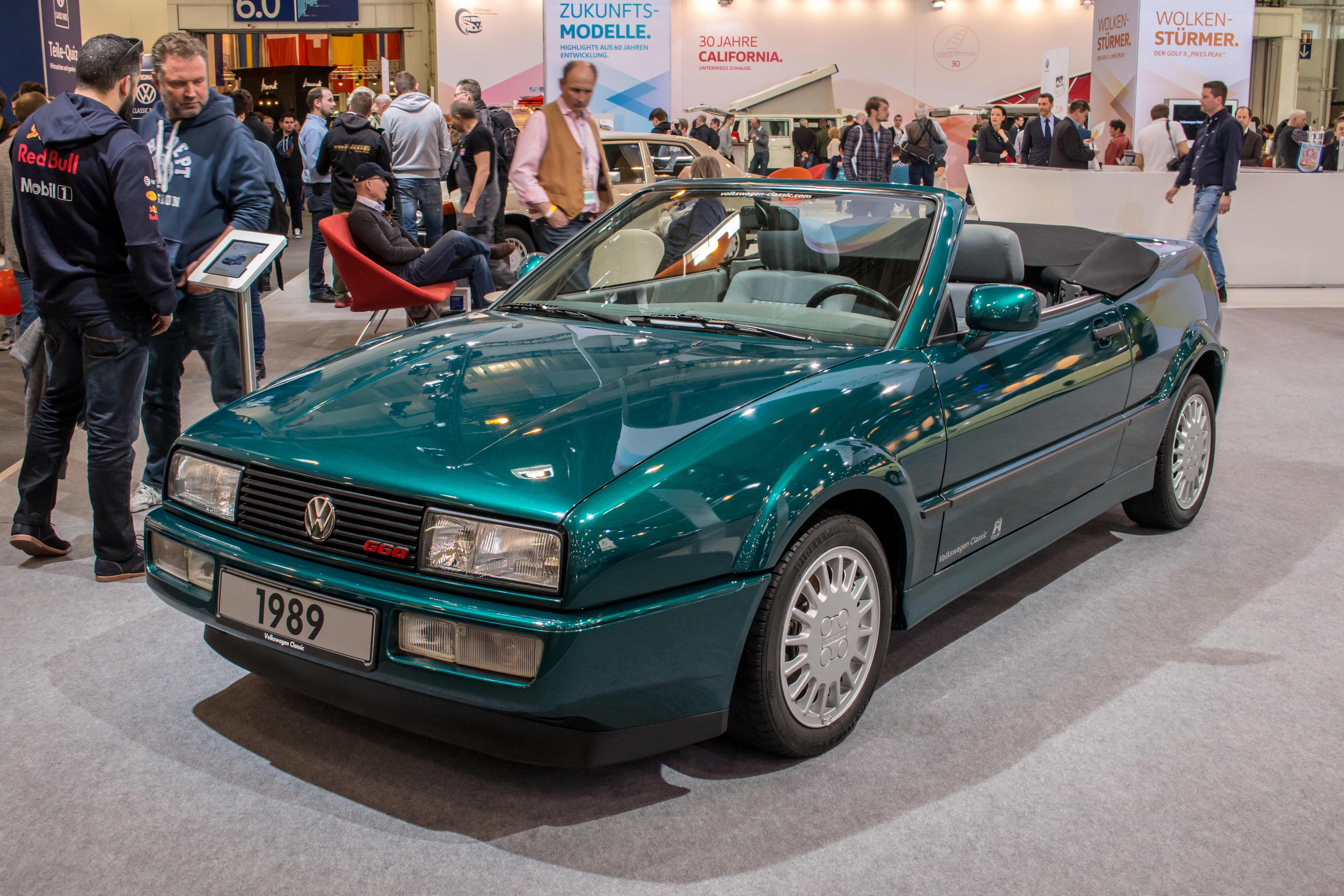
Concepto Cabriolet en Techno Classica de Essen, en 2018

- Corrado Magnum: Solamente se construyeron dos prototipos, que era una variante con la trasera retocada tipo familiar. Fue presentado en el Salón del Automóvil de Fráncfort de 1989 y construido por Marold Automobiltechnik GmbH. La idea era crear una versión "shooting brake" más práctica y lanzar una versión limitada a 200 unidades en Europa. Eventualmente, la compañía canceló el proyecto.[10]

- Corrado G60 Limited: Solamente se construyeron dos unidades en 1989. Tenían un paquete exclusivo de carrocería tipo competición, equipado con un motor de 16 válvulas G60, uno de ellos Syncro.[11]

- Corrado Cabriolet: Volkswagen también solicitó a Karmann el desarrollo de una versión Cabriolet del modelo a principios de los años 1990. El aumento de popularidad de la marca en los Estados Unidos era vital en aquellos momentos y allí los coches Cabriolet eran muy apreciados. Y también en Europa la popularidad de los descapotables iba en aumento, así que la táctica tenía sentido. Se desarrollaron un mínimo de dos unidades, un vehículo que se mantenía fiel a las líneas del modelo, pero añadiendo una capota de lona. Lamentablemente, el éxito de ventas del modelo hizo que a última hora se desestimara la opción, enviando estos prototipos directamente al museo.[12]

- Corrado Pickup: Fue realizado como un ejercicio de diseño por parte de los ingenieros de Karmann. Se trataba de un modelo convencional al que se adaptó la parte trasera para ser usado en la factoría del carrocero alemán como vehículo de transporte. Y es precisamente en la colección privada de Karmann en Osnabrück donde descansa esta unidad, que puede ser visitada esporádicamente.[12]

## Motorizaciones y acabados

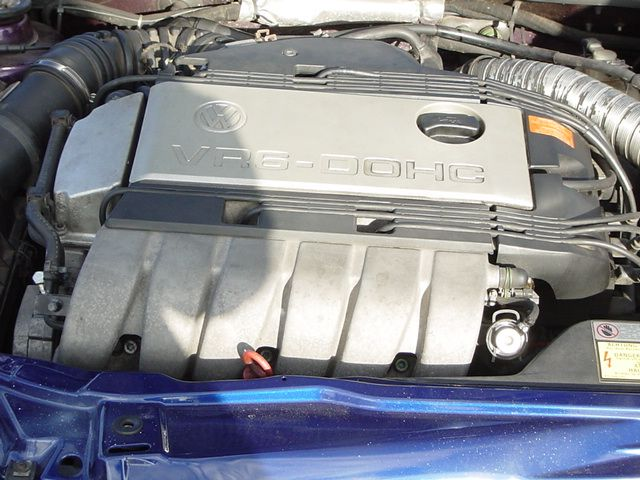
Motor VR6 ABV de 2.9 L y 140 kW

Se comercializaba con los siguientes motores de gasolina:
Básico
8V
- 2.0 de 116 CV (114 HP; 85 kW) (2E/ADY) No se vendió en algunos países de Europa.

Las versiones básicas no tuvieron grandes ventas, ya que la potencia se quedaba insuficiente para este.
16V
- 1.8i de 141 CV (139 HP; 104 kW) (KR)
- 2.0i de 136 CV (134 HP; 100 kW) (9A)

G60
- 1.8i-8v de 160 CV (158 HP; 118 kW) (PG). Una de las versiones más vendidas.

VR6 12V
- 2.8i de 178 CV (176 HP; 131 kW) (AAA) versión americana.
- 2.9i de 190 CV (187 HP; 140 kW) (ABV) versión europea.

Eran las versiones más potentes de la gama, pero con un alto consumo de combustible.
| Variantes:                        | 1.8 16V                                    | 1.8 G60                            | 2.0 8V                                             | 2.0 16V                                 | 2.8 VR6                            | 2.9 VR6                                    |
| --------------------------------- | ------------------------------------------ | ---------------------------------- | -------------------------------------------------- | --------------------------------------- | ---------------------------------- | ------------------------------------------ |
| Tipo de motor                     | 4 en línea                                 | 4 en línea                         | 4 en línea                                         | 4 en línea                              | VR6                                | VR6                                        |
| Distribución                      | DOHC, 16V                                  | SOHC, 8V                           | SOHC, 8V                                           | DOHC, 16V                               | SOHC, 12V                          | SOHC, 12V                                  |
| Suministro de combustible         | Inyección electrónica Bosch Motronic M 2.7 | Inyección electrónica Digifant     | Inyección electrónica Digifant ML5.9/Siemens Simos | Inyección electrónica Bosch KE-Jetronic | Inyección indirecta multipunto     | Inyección electrónica Bosch Motronic M 2.7 |
| Aspiración                        | Atmosférico                                | Sobrealimentado                    | Atmosférico                                        | Atmosférico                             | Atmosférico                        | Atmosférico                                |
| Cilindrada                        | 1781 cm³ (1,8 L)                           | 1781 cm³ (1,8 L)                   | 1984 cm³ (2 L)                                     | 1984 cm³ (2 L)                          | 2792 cm³ (2,8 L)                   | 2861 cm³ (2,9 L)                           |
| Diámetro x carrera                | 81 x 86,4 mm (3,19 x 3,40 plg)             | 81 x 86,4 mm (3,19 x 3,40 plg)     | 82,5 x 92,8 mm (3,25 x 3,65 plg)                   | 82,5 x 92,8 mm (3,25 x 3,65 plg)        | 81 x 90,3 mm (3,19 x 3,56 plg)     | 82 x 90,3 mm (3,23 x 3,56 plg)             |
| Relación de compresión            | 10.0:1                                     | 8.0:1                              | 10.4:1                                             | 10.8:1                                  | 10.5:1                             | 10.0:1                                     |
| Potencia máxima                   | 141 CV (139 HP; 104 kW) @ 6100 rpm         | 160 CV (158 HP; 118 kW) @ 5600 rpm | 116 CV (114 HP; 85 kW) @ 5400 rpm                  | 136 CV (134 HP; 100 kW) @ 5800 rpm      | 178 CV (176 HP; 131 kW) @ 5800 rpm | 190 CV (187 HP; 140 kW) @ 5800 rpm         |
| Par máximo                        | 168 N·m (124 lb·pie) @ 4600 rpm            | 225 N·m (166 lb·pie) @ 4000 rpm    | 166 N·m (122 lb·pie) @ 3200 rpm                    | 180 N·m (133 lb·pie) @ 4400 rpm         | 240 N·m (177 lb·pie) @ 4200 rpm    | 245 N·m (181 lb·pie) @ 4200 rpm            |
| Peso                              | 1090 kg (2403 lb)                          | 1115 kg (2458 lb)                  | 1114 kg (2456 lb)                                  | 1141 kg (2515 lb)                       | 1275 kg (2811 lb)                  | 1240 kg (2734 lb)                          |
| Velocidad máxima                  | 212 km/h (132 mph)                         | 225 km/h (140 mph)                 | 200 km/h (124 mph)                                 | 210 km/h (130 mph)                      | 225 km/h (140 mph)                 | 233 km/h (145 mph)                         |
| Aceleración 0-100 km/h (0-62 mph) | 9.1 segundos                               | 8.3 segundos                       | 10.6 segundos                                      | 9.5 segundos                            | 7.3 segundos                       | 6.9 segundos                               |

## En competición
Del Corrado bimotor se fabricó solamente una unidad montado por Volkswagen Motorsport, el cual estaba equipado con dos motores G60 1.8 situados en la parte delantera y trasera del vehículo, que en conjunto desarrollaban una potencia máxima combinada de 316 CV (312 HP; 232 kW).